# 米哈尔·科瓦奇

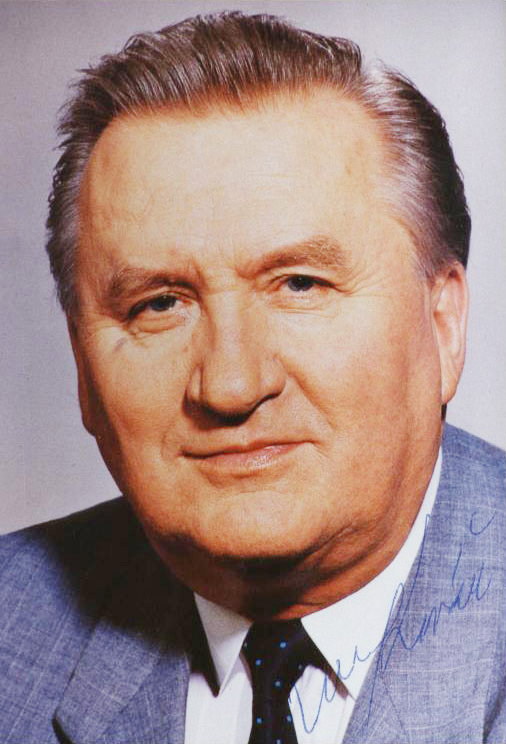

米哈尔·科瓦奇（1930年8月5日—2016年10月5日），斯洛伐克政治人物，1993年3月2日至1998年3月2日担任斯洛伐克总统，为斯洛伐克独立后首任总统。

## 生平
1930年，科瓦奇生于普雷绍夫州胡门内县，毕业于布拉迪斯拉发经济大学。